# Alpine Air Express
Alpine Air Express  (IATA: 5A, la OACI: AIP, indicativo: ALPINE AIR) es una aerolínea estadounidense con sede en Provo , Utah, EE.UU. Opera servicios de carga aérea programados en más de 21 rutas a través de Utah, Dakota del Norte, Dakota del Sur, Montana, Wyoming, Nebraska y Colorado. Su base principal es el Aeropuerto Municipal de Provo.

## Historia
La aerolínea fue fundada en el año 1972. En un principio operaba los servicios de pasajeros y de carga, mantenimiento de aeronaves y una escuela de vuelo, pero ahora se concentra en los servicios de carga. La aerolínea trató de establecer una filial en América del Sur, en Chile; Alpine Air Chile, en un intento de entrar en el mercado chileno de carga aérea. El proyecto no tuvo éxito y se suspendió en 2005, con tres Beechcraft 1900C siendo re-integrado en la flota de los Estados Unidos.

## Flota
La flota Alpine Air Express incluye los siguientes aviones.
| Aeronave                      | Cantidad | Notas |
| ----------------------------- | -------- | ----- |
| Raytheon Beech 1900C Airliner | 12       |       |
| Raytheon Beech 1900D Airliner | 1        |       |
| Raytheon Beech 99             | 3        |       |
| Raytheon Beech 99A            | 4        |       |
| Raytheon Beech B99 Executive  | 1        |       |
| Raytheon Beech C99            | 5        |       |
| Total                         | 26       |       |